# Оксид калію
Окси́д ка́лію — неорганічна бінарна сполука калію та кисню складу K2O. Являє собою білі кристали. Оксид розчинний в етерах та спиртах, реагує з водою. Проявляє сильні осно́вні властивості. Сполука поширена в природі у вигляді поташу, нефеліну, ортоклазу.

## Поширення у природі

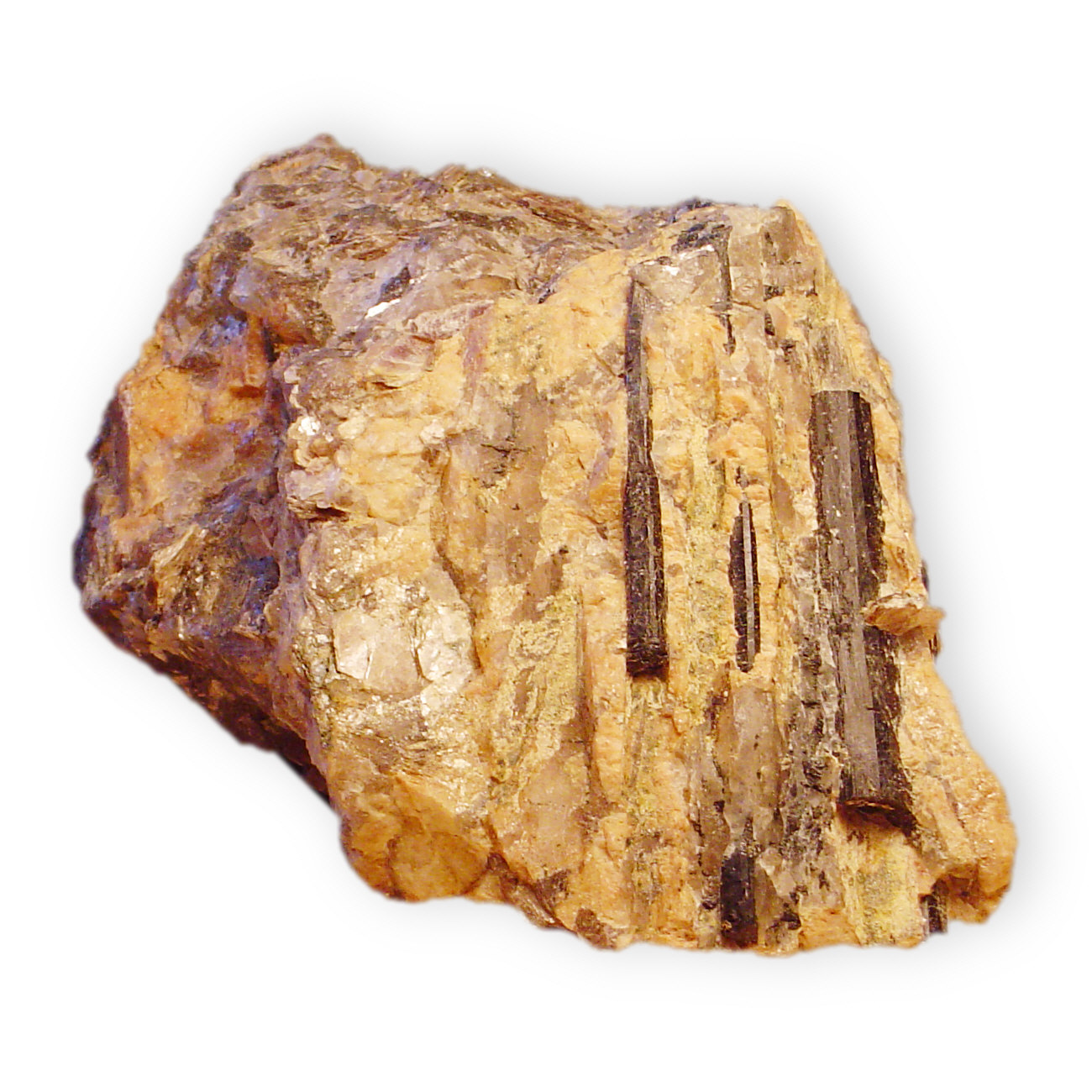
Ортоклаз

У природі оксид калію поширений у вигляді природного карбонату калію (поташу). Присутній також у змішаних мінералах нефеліні та ортоклазі.

## Фізичні властивості
Оксид калію являє собою білі кристали. Сполука розчинна у спиртах та етерах. За температури більше 300 °C є нестійкою і починає розкладатися.

## Отримання
Оксид калію не вдається отримати прямою взаємодію калію та кисню — продуктом є супероксид калію. Його синтезують, наприклад, відновленням супероксиду або гідроксиду калію:
{\displaystyle \mathrm {3K+KO_{2}{\xrightarrow {700^{o}C,[p]}}2K_{2}O} }
{\displaystyle \mathrm {2K+2KOH{\xrightarrow {450^{o}C}}2K_{2}O+H_{2}\uparrow } }
За високої температури є можливим отримати оксид шляхом термічного розкладання карбонату калію:
{\displaystyle \mathrm {K_{2}CO_{3}{\xrightarrow {>1200^{o}C}}K_{2}O+CO_{2}\uparrow } }

## Хімічні властивості
При нагріванні у вакуумі оксид калію диспропорціонує на пероксид калію та калій:
{\displaystyle \mathrm {2K_{2}O{\xrightarrow {350-430^{o}C,vacuum}}K_{2}O_{2}+2K} }
Енергійно взаємодіє з водою з виділенням великої кількості тепла:
{\displaystyle \mathrm {K_{2}O+H_{2}O\rightarrow 2KOH} }
Оксид калію проявляє сильні осно́вні властивості: взаємодіє з кислотами, а також кислотними й амфотерними оксидами:
{\displaystyle \mathrm {K_{2}O+2HCl\rightarrow 2KCl+H_{2}O} }
{\displaystyle \mathrm {K_{2}O+2NO_{2}{\xrightarrow {150-200^{o}C}}KNO_{3}+KNO_{2}} }
{\displaystyle \mathrm {K_{2}O+Al_{2}O_{3}{\xrightarrow {1000^{o}C}}2KAlO_{2}} }
Реагує з рідким аміаком:
{\displaystyle \mathrm {K_{2}O+NH_{3}{\xrightarrow {-50^{o}C}}KNH_{2}\downarrow +KOH} }